# Bükk-eresgomba
A bükk-eresgomba (Plicaturopsis crispa) az Amylocorticiaceae családba tartozó, Eurázsiában és Észak-Amerikában honos, elhalt fatörzseken -leginkább bükkön- növő taplógombafaj.

## Megjelenése
A bükk-eresgomba termőtestjei 1-2,5 cm szélesek, alakjuk legyezőre vagy kagylóra emlékeztet. Széle karéjos, hullámos. Tönk nélkül vagy rövid tönkkel kapcsolódik az aljzathoz. Felülete finoman nemezes, száraz. Színe okkersárgás, okkerbarnás, kissé zónázott, növekedésben levő széle fehéres. Húsa szívós, bőrszerű. 
Lemezei nagyon keskenyek, sokszor csak érszerűek, gyakran elágaznak, élük fogazott. Színük fehéres vagy sárgás.
Spórapora fehér. 

### Hasonló fajok
A hasadtlemezű gomba hasonlít rá.  

## Elterjedése és termőhelye
Eurázsiában és Észak-Amerikában honos. Magyarországon ritka.
Elhalt vagy néha legyengült lombos fák (elvétve fenyőn) törzsein és ágain él; leginkább a bükköt, mogyorót, nyírt kedveli. Fehérkorhadást okoz. Gyakran csoportosan, sűrűn egymás alatt és mellett nő. Szeptember-decemberben fejleszt termőtestet.
Nem ehető. 

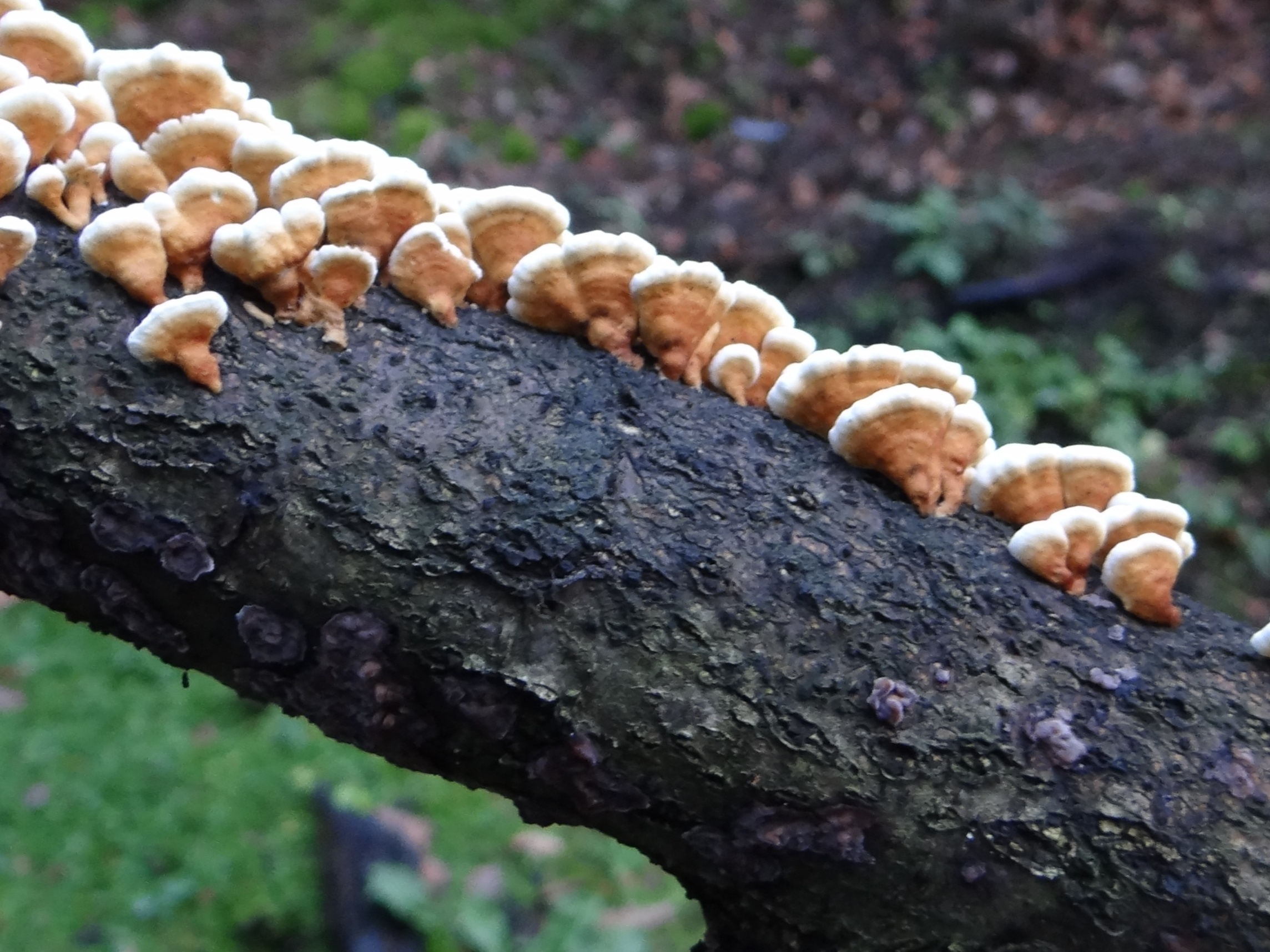
Bükk-eresgomba
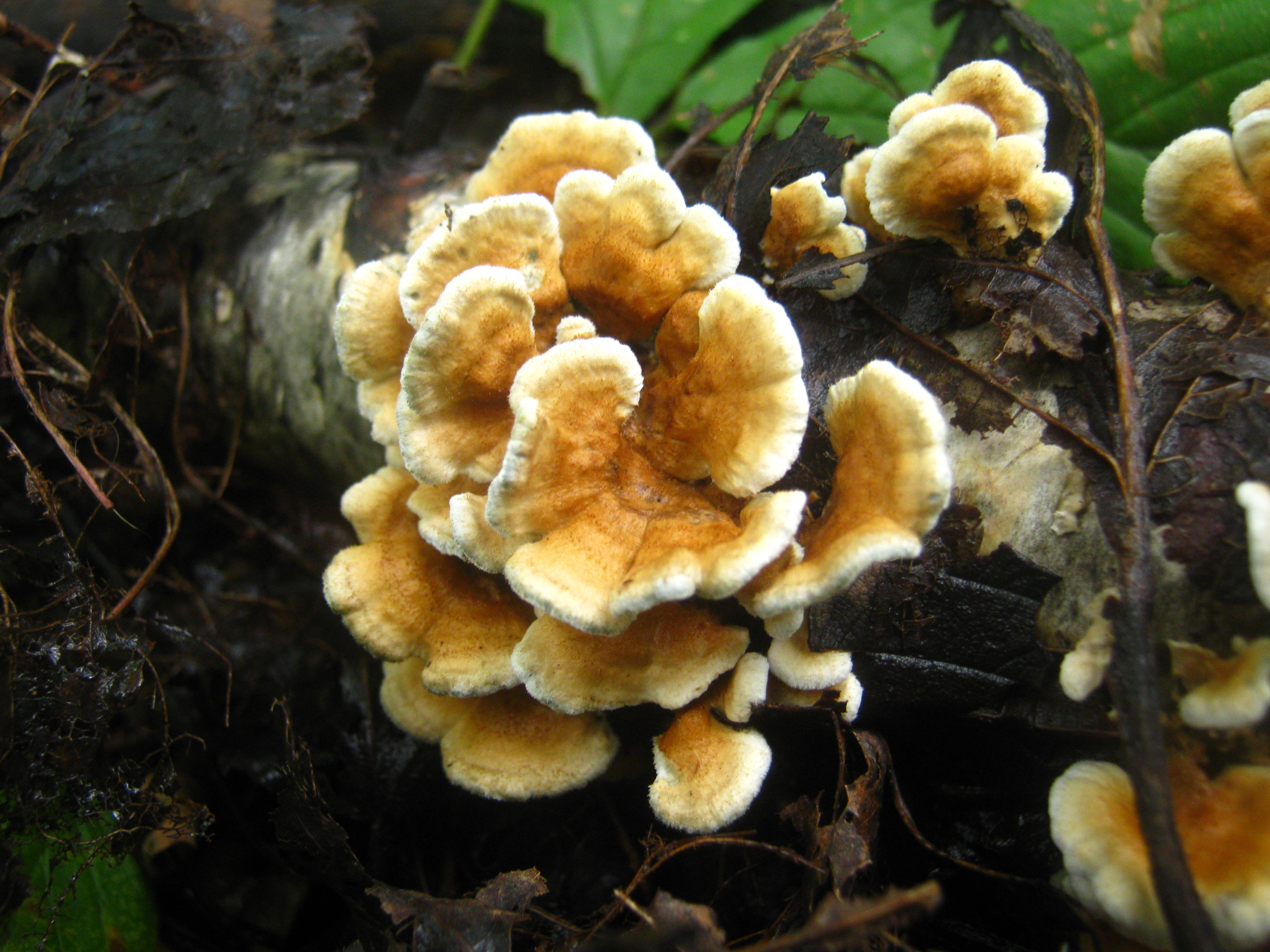
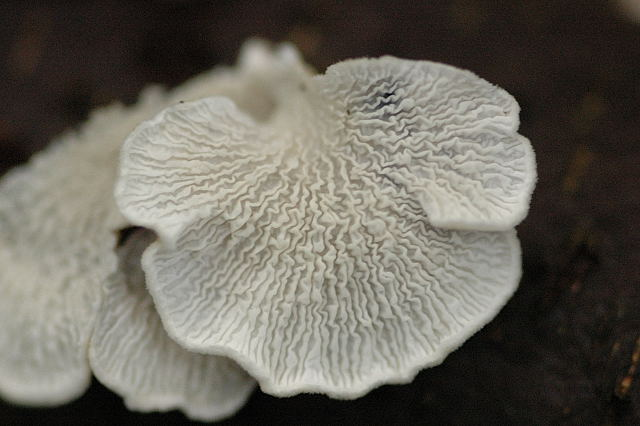
Alsó oldala
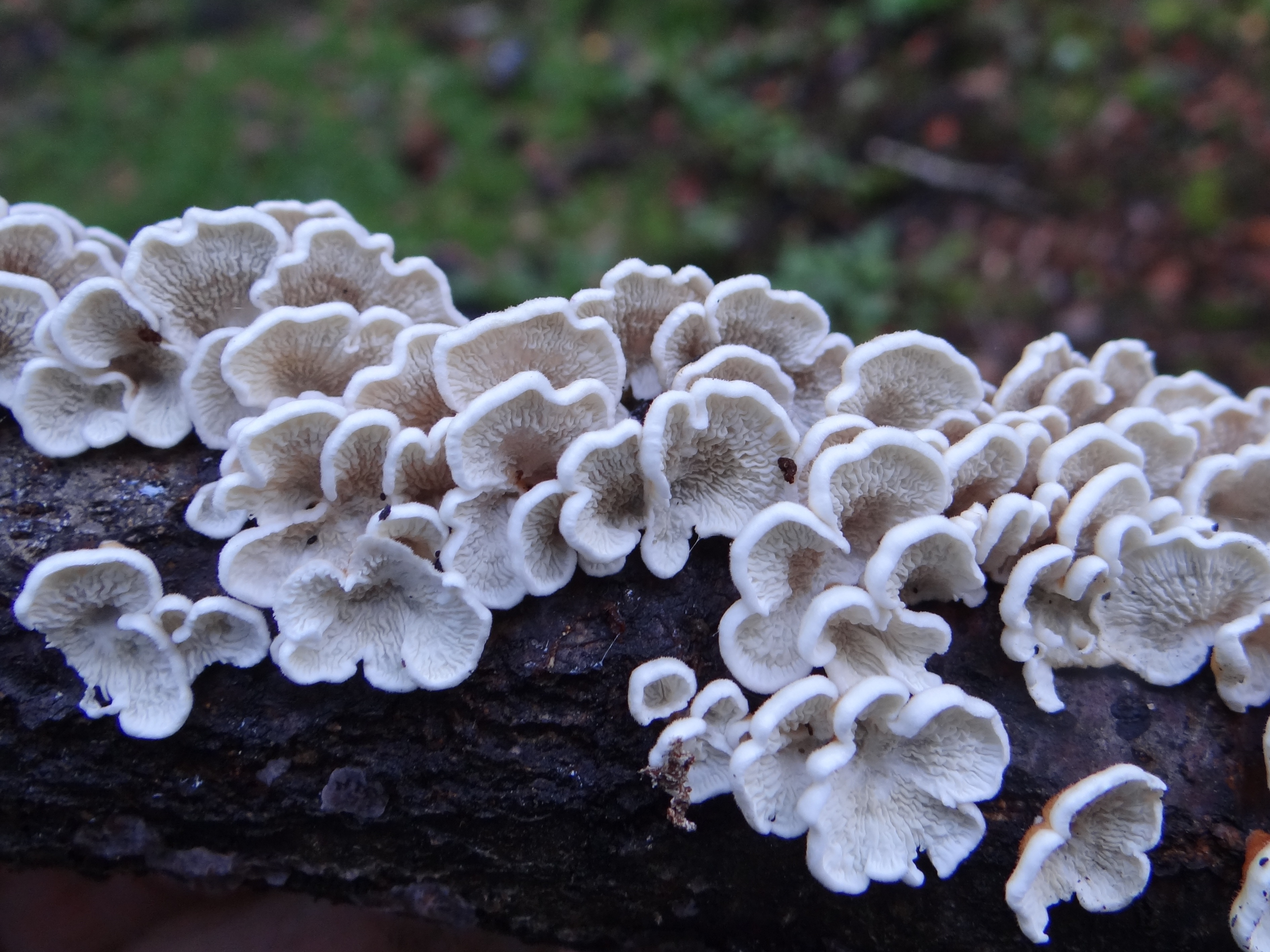
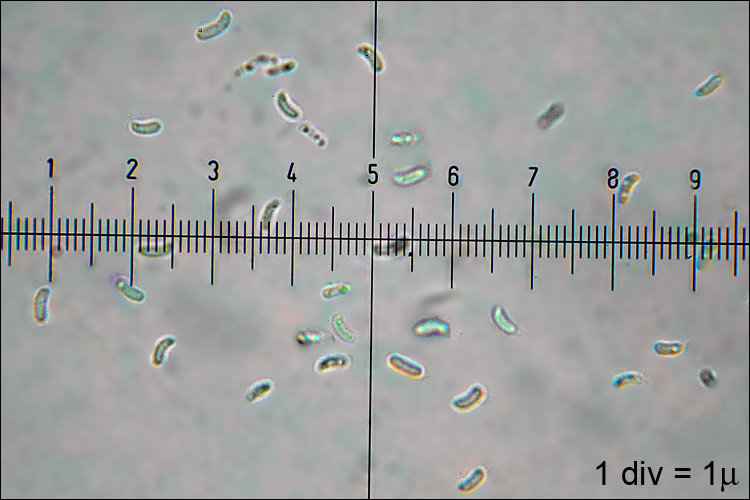
Spórái